# Doliocarpus herrerae
Doliocarpus herrerae är en tvåhjärtbladig växtart som beskrevs av J. Pérez Camacho. Doliocarpus herrerae ingår i släktet Doliocarpus och familjen Dilleniaceae. Inga underarter finns listade i Catalogue of Life.